# Portugal op het Eurovisiesongfestival 2018

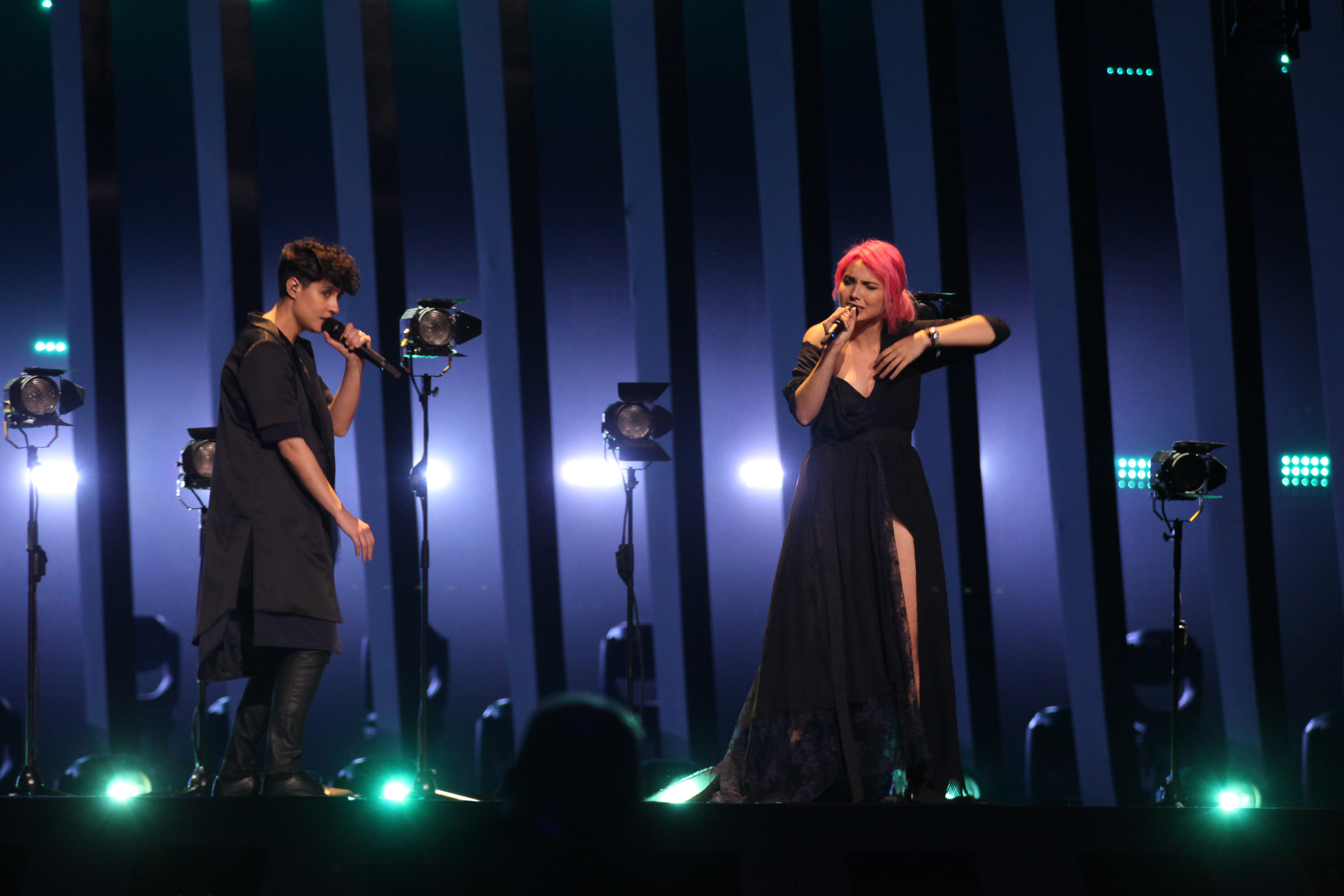
Claudia tijdens de finale in Lissabon.

Portugal nam deel aan het Eurovisiesongfestival 2018, dat gehouden werd in eigen land, in hoofdstad Lissabon. Het was de 50ste deelname van het land aan het Eurovisiesongfestival. De RTP was verantwoordelijk voor de Portugese bijdrage voor de editie van 2018.

## Selectieprocedure
Traditiegetrouw koos Portugal zijn bijdrage voor het Eurovisiesongfestival via Festival da Canção. Er werden 26 componisten geselecteerd die gevraagd werden om een bijdrage te schrijven en een artiest te selecteren. 22 van hen werden rechtstreeks door RTP geselecteerd, één door Salvador Sobral, één door radiozender Antena 1 en twee via een open competitie. Op 27 september 2017 werden de namen van de componisten vrijgegeven, op 18 januari 2018 volgde de presentatie van de bijdragen.
Er werden twee halve finales georganiseerd met telkens dertien deelnemers. Beide halve finales werden uitgezonden vanuit de RTP-studio's in Lissabon. De helft van de punten werden verdeeld door een vakjury, de andere helft door het publiek via televoting. In geval van een gelijkspel gaven de punten van de vakjury te doorslag. Zeven van de dertien acts stootten door naar de finale. Diogo Piçarra, die de tweede halve finale had gewonnen, trok zich voor aanvang van de finale terug uit de competitie vanwege beschuldigingen van plagiaat. Hij werd in de finale vervangen door de nummer acht van de tweede halve finale, Susana Travassos.
De finale werd gehouden in het Pavilhão Multiusos in Guimarães en werd gepresenteerd door Filomena Cautela en Pedro Fernandes. De punten werden voor de helft verdeeld door zeven regionale jury's en voor de andere helft door het grote publiek. Ditmaal gaven de televoters de doorslag bij een eventueel gelijkspel. Deze regel zou uiteindelijk de overwinning schenken aan Cláudia Pascoal, die even veel punten kreeg als Catarina Miranda maar de televoting won. Pascoal mocht zodoende met O jardim haar vaderland vertegenwoordigen op het Eurovisiesongfestival in Lissabon.

## Festival da Canção 2018

### Eerste halve finale
18 februari 2018
| Plaats | Artiest           | Lied                                  | Jury | Publiek | Totaal |
| ------ | ----------------- | ------------------------------------- | ---- | ------- | ------ |
| 1      | Peu Madureira     | Só por ela                            | 10   | 12      | 22     |
| 2      | Janeiro           | Sem título                            | 12   | 4       | 16     |
| 3      | Catarina Miranda  | Para sorrir eu não preciso de nada    | 8    | 8       | 16     |
| 4      | Anabela           | Para te dar abrigo                    | 3    | 10      | 13     |
| 5      | Joana Barra Vaz   | Anda estragar-me os planos            | 7    | 1       | 8      |
| 6      | Joana Espadinha   | Zero a zero                           | 5    | 2       | 7      |
| 7      | Rui David         | Sem medo                              | 2    | 5       | 7      |
| 8      | José Cid          | O som da guitarra é a alma de um povo | 1    | 6       | 7      |
| 9      | Maria Amaral      | A mesma canção                        | 0    | 7       | 7      |
| 10     | JP Simões         | Alvoroço                              | 6    | 0       | 6      |
| 11     | Beatriz Pessoa    | Eu te amo                             | 4    | 0       | 4      |
| 12     | Rita Dias         | Com gosto amigo                       | 0    | 3       | 0      |
| 13     | Bruno Vasconcelos | Austrália                             | 0    | 0       | 0      |

### Tweede halve finale
25 februari 2018
| Plaats | Artiest          | Lied               | Jury | Publiek | Totaal |
| ------ | ---------------- | ------------------ | ---- | ------- | ------ |
| 1      | Diogo Piçarra    | Canção do fim      | 12   | 12      | 24     |
| 2      | Cláudia Pascoal  | O jardim           | 10   | 10      | 20     |
| 3      | Maria Inês Paris | Bandeira azul      | 7    | 5       | 12     |
| 4      | Minnie & Rhayra  | Patati patata      | 4    | 6       | 10     |
| 5      | Lili             | O vôo das cegonhas | 3    | 7       | 10     |
| 6      | David Pessoa     | Amor veloz         | 5    | 4       | 9      |
| 7      | Peter Serrado    | Sunset             | 1    | 8       | 9      |
| 8      | Susana Travassos | A mensageira       | 8    | 0       | 8      |
| 9      | Tamin            | Sobre nós          | 6    | 2       | 8      |
| 10     | Daniela Onis     | Para lá do rio     | 2    | 3       | 5      |
| 11     | Rita Ruivo       | Anda daí           | 0    | 1       | 1      |
| 12     | Dora Fidalgo     | Arco-íris          | 0    | 0       | 0      |
| 12     | Sequin           | All over again     | 0    | 0       | 0      |

### Finale
4 maart 2018
| Plaats | Artiest          | Lied                               | Jury | Publiek | Totaal |
| ------ | ---------------- | ---------------------------------- | ---- | ------- | ------ |
| 1      | Cláudia Pascoal  | O jardim                           | 10   | 12      | 22     |
| 2      | Catarina Miranda | Para sorrir eu não preciso de nada | 12   | 10      | 22     |
| 3      | Peu Madureira    | Só por ela                         | 8    | 8       | 16     |
| 4      | Janeiro          | Sem título                         | 6    | 6       | 12     |
| 5      | Rui David        | Sem medo                           | 4    | 4       | 8      |
| 6      | Anabela          | Para te dar abrigo                 | 0    | 7       | 7      |
| 7      | Joana Barra Vaz  | Anda estragar-me os planos         | 7    | 0       | 7      |
| 8      | Lili             | O vôo das cegonhas                 | 1    | 5       | 6      |
| 9      | Joana Espadinha  | Zero a zero                        | 5    | 0       | 5      |
| 10     | Susana Travassos | A mensageira                       | 4    | 0       | 4      |
| 11     | Peter Serrado    | Sunset                             | 0    | 3       | 3      |
| 12     | Maria Inês Paris | Bandeira azul                      | 2    | 1       | 3      |
| 13     | Minnie & Rhayra  | Patati patata                      | 0    | 2       | 2      |
| 14     | David Pessoa     | Amor veloz                         | 0    | 0       | 0      |

## In Lissabon
Als gastland mocht Portugal automatisch deelnemen aan de grote finale, op zaterdag 12 mei 2018. Daarin trad Cláudia Pascoal als achtste van 26 artiesten aan, net na Alexander Rybak uit Noorwegen en gevolgd door SuRie uit het Verenigd Koninkrijk. Portugal eindigde uiteindelijk op de 26ste en laatste plek, met 39 punten. Het was de vierde keer in de geschiedenis dat Portugal op de laatste plaats eindigde.
1964 · 1965 · 1966 · 1967 · 1968 · 1969 · 1970 · 1971 · 1972 · 1973 · 1974 · 1975 · 1976 · 1977 · 1978 · 1979 · 1980 · 1981 · 1982 · 1983 · 1984 · 1985 · 1986 · 1987 · 1988 · 1989 · 1990 · 1991 · 1992 · 1993 · 1994 · 1995 · 1996 · 1997 · 1998 · 1999 · 2000 · 2001 · 2002 · 2003 · 2004 · 2005 · 2006 · 2007 · 2008 · 2009 · 2010 · 2011 · 2012 · 2013 · 2014 · 2015 · 2016 · 2017 · 2018 · 2019 · 2020 · 2021 · 2022 · 2023 · 2024 · 2025
Albanië · Armenië · Australië · Azerbeidzjan · België · Bulgarije · Cyprus · Denemarken · Duitsland · Estland · Finland · Frankrijk · Georgië · Griekenland · Hongarije · Ierland · IJsland · Israël · Italië · Kroatië · Letland · Litouwen · Macedonië · Malta · Moldavië · Montenegro · Nederland · Noorwegen · Oekraïne · Oostenrijk · Polen · Portugal · Roemenië · Rusland · San Marino · Servië · Slovenië · Spanje · Tsjechië · Verenigd Koninkrijk · Wit-Rusland · Zweden · Zwitserland